# Sargus rubicundum
Sargus rubicundum är en tvåvingeart som först beskrevs av Lindner 1966.  Sargus rubicundum ingår i släktet Sargus och familjen vapenflugor.
Artens utbredningsområde är Zimbabwe. Inga underarter finns listade i Catalogue of Life.